# Jože Rus (geograf)
Jože Rus, slovenski geograf in zgodovinar, * 20. marec 1888, Ribnica, † 25. marec 1945, Buchenwald, Nemčija.
V matični knjigi župnije Ribnice je vpisan kot Jožef Rus. Oče mu je bil trgovec Janez (Ivan) Rus. Mati mu je bila Ivana (rojena Švigelj).
Rus je leta 1914 diplomiral na dunajski FF in prav tam 1918 tudi doktoriral. Kot suplent je poučeval na gimnaziji v Kranju (1914–1916) in Celju (1918–1919) in nato do 1924 delal kot geografsko-statistični strokovnjak med drugim tudi na ministrstvu v Beogradu. V tem času je kot član komisije sodeloval pri izdelovanju zakonskih osnutkov za upravno razdelitev države na oblasti. Od 1924 do nemške aretacije leta 1944 je bil knjižničar v Licejski knjižnici v Ljubljani. V začetku leta 1944 je bil poslan v taborišče Dachau, proti koncu druge svetovne vojne pa v Buchenwald, kjer je 25. marca 1945 umrl. Po drugih podatkih pa je bil ustreljen na begu.
Svoje obsežno znanstveno delo je Rus pričel 1918 z disertacijo Das Unterkrainer Karstgebiet, to je z regionalno-geografsko študijo s posebnim ozirom na kraške hidrografske pojave. Objavil je več geografskih študij o Sloveniji in prispeval k nastanku in utemeljitvi slovenskega geografskega izrazja. Pomemben del Rusovega dela pa so zgodovinsko-geografski prispevki o Triglavu Triglav. Historijsko-geografske črtice  in o Ljubljani  Organske osnove v začetkih ljubljanskega mesta.